# Парламентские выборы на Багамских Островах (2017)
Парламентские выборы на Багамских Островах прошли 10 мая 2017 года. В результате победу одержало оппозиционное Свободное национальное движение под руководством Хьюберта Минниса, получив 35 из 39 мест парламента.

## Избирательная система
На Багамских Островах законодательная власть принадлежит двухпалатному Парламенту, состоящему из Палаты собрания, члены которого выбираются на пятилетней срок по 38 одномандатным округам, и Сената, 16 членов которого назначаются генерал-губернатором (9 — по рекомендации премьер-министра, 4 — по рекомендации лидера оппозиции, 3 — по общей рекомендации премьер-министра и лидера оппозиции). Лидер партии, получившей большинство в Палате собрания, служит премьер-министром и главой исполнительной власти. 

## Результаты
| Партия                                                                                       | Голоса  | %     | Места | +/–   |
| -------------------------------------------------------------------------------------------- | ------- | ----- | ----- | ----- |
| Свободное национальное движение                                                              | 91 409  | 56,99 | 35    | +26   |
| Прогрессивная либеральная партия                                                             | 59 253  | 36,94 | 4     | –25   |
| Демократический национальный альянс                                                          | 7577    | 4,72  | 0     | 0     |
| Независимые                                                                                  | 1339    | 0,83  | 0     | -1    |
| Конституционная партия Багам                                                                 | 315     | 0,20  | 0     | 0     |
| Багамская национальная коалиционная партия                                                   | 314     | 0,20  | 0     | новая |
| Народное движение                                                                            | 200     | 0,12  | 0     | новая |
| Недействительных/пустых бюллетеней                                                           |         | –     | –     | –     |
| Всего                                                                                        | 160 407 | 100   | 39    | +1    |
| Зарегистрированных избирателей / Явка                                                        | 181 543 | 88,36 | –     | –     |
| Источники: PRD Архивная копия от 11 января 2018 на Wayback Machine, PRD (недоступная ссылка) |         |       |       |       |